# Mark ’Oh

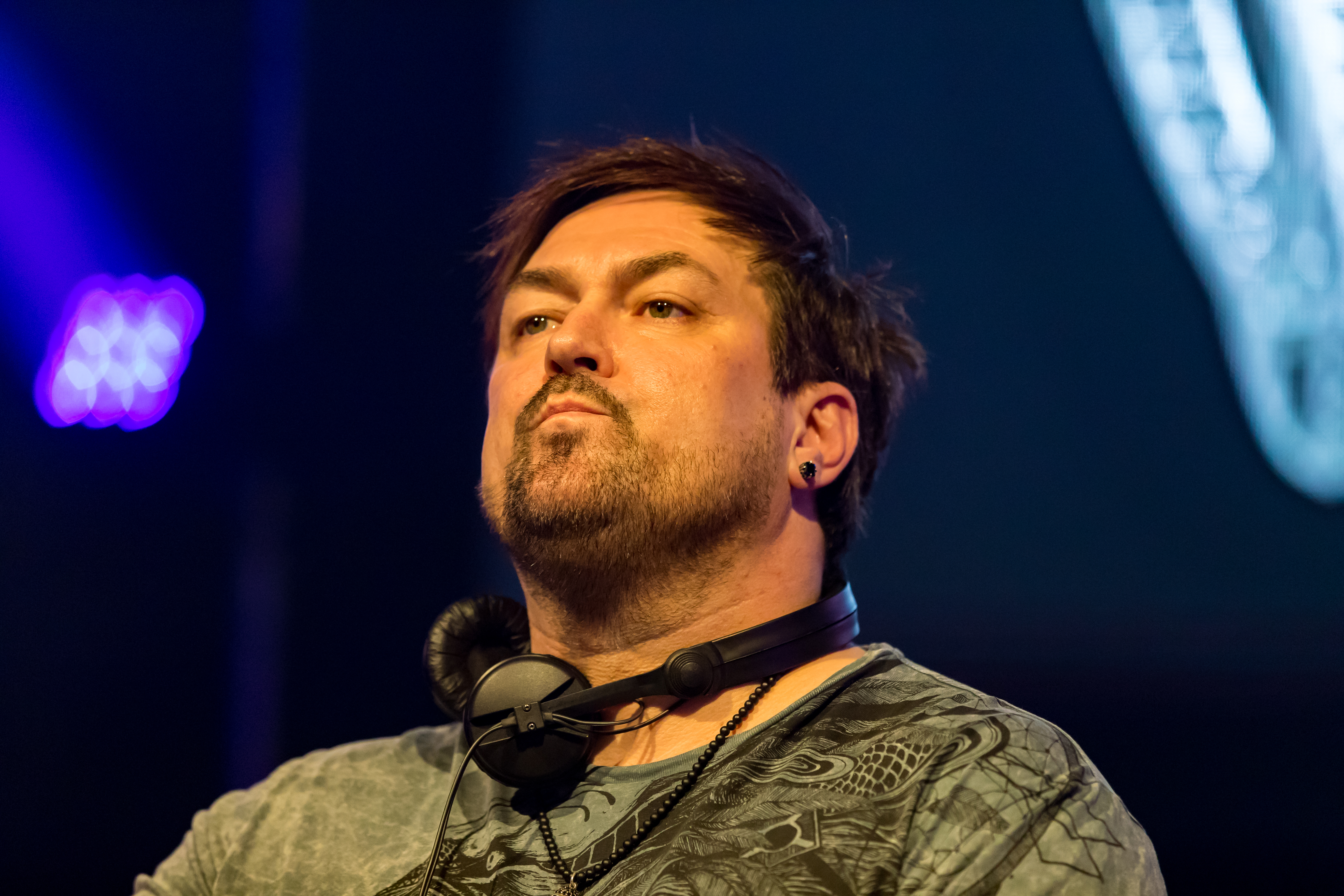
Mark ’Oh bei Sunshine Live Retroactive 2017 in Mannheim

Mark ’Oh (* 23. Juni 1970 in Dorsten als Marko Albrecht) ist ein Musikproduzent und DJ im Bereich der elektronischen Tanzmusik, vorwiegend Dance. 

## Karriere
Er hat eine Industriemechanikerlehre abgeschlossen. Von 1986 bis 1989 spielte Mark ’Oh in der von ihm gegründeten Hardrockband „Line Up“, fand aber Interesse an der sich gerade entwickelnden Technomusik. Er ist seit 1989 als DJ tätig und war einer der ersten deutschen DJs, die den Status eines Pop-Stars erreichten, vor allem bedingt durch den Nummer-1-Hit Tears Don’t Lie (veröffentlicht Ende 1994, eine Coverversion des Michael-Holm-Schlagers Tränen lügen nicht, welches wiederum ein Cover des Instrumentalliedes Soleado war). Bereits 1993 wurde sein Lied Randy durch einen Remix von WestBam und damit auch sein Name bekannt.
1995 trat er im Rahmen der Loveparade und auf der Mayday auf. 1998 lieferte er mit The team on tour (feat. Celine) den offiziellen Titelsong für das Rennrad-Team Telekom zur Tour de France.

## Projekte

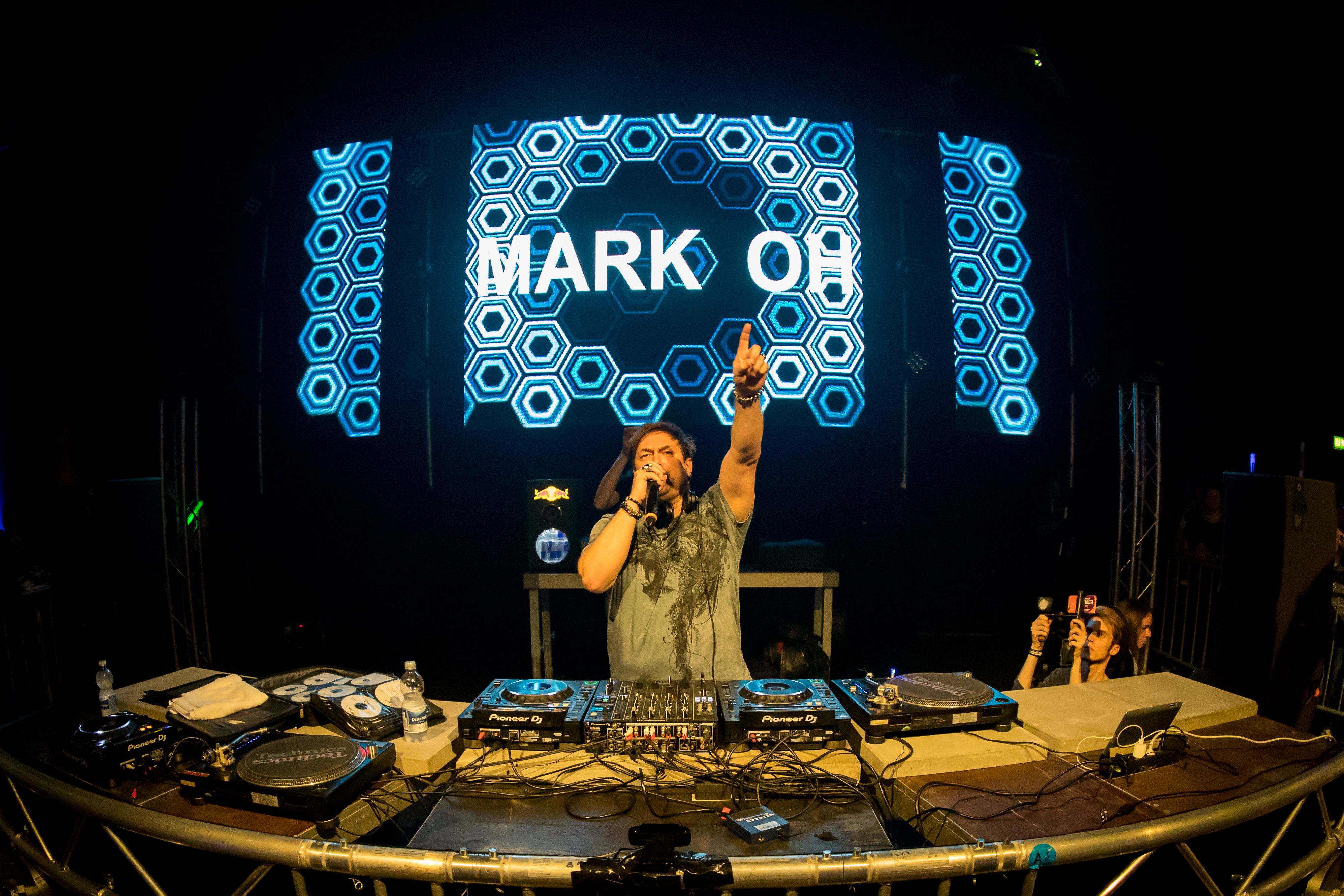
Mark 'Oh bei Sunshine Live Retroactive 2017 in Mannheim

- Casa Latina
- Daisy Dee
- Digital Rockers
- Hautnah
- Mandy & Randy
- Plastic Voice
- Rave Rebells
- The Angel
- Booma

## Diskografie
Studioalben

| Jahr | Titel                             | Höchstplatzierung, Gesamtwochen, AuszeichnungChartplatzierungen (Jahr, Titel, Platzierungen, Wochen, Auszeichnungen, Anmerkungen) | Höchstplatzierung, Gesamtwochen, AuszeichnungChartplatzierungen (Jahr, Titel, Platzierungen, Wochen, Auszeichnungen, Anmerkungen) | Höchstplatzierung, Gesamtwochen, AuszeichnungChartplatzierungen (Jahr, Titel, Platzierungen, Wochen, Auszeichnungen, Anmerkungen) | Höchstplatzierung, Gesamtwochen, AuszeichnungChartplatzierungen (Jahr, Titel, Platzierungen, Wochen, Auszeichnungen, Anmerkungen) | Anmerkungen                                              |
| Jahr | Titel                             | DE | AT | CH | UK | Anmerkungen                                              |
| ---- | --------------------------------- | --- | --- | --- | --- | -------------------------------------------------------- |
| 1995 | Never Stop That Feeling           | DE2 Gold · (22 Wo.)DE | AT6 (14 Wo.)AT | CH4 Gold · (14 Wo.)CH | — | Erstveröffentlichung: 2. Januar 1995 Verkäufe: + 275.000 |
| 1997 | Magic Power                       | DE45 (3 Wo.)DE | — | — | — | Erstveröffentlichung: 6. Januar 1997                     |
| 1999 | Rebirth                           | DE33 (5 Wo.)DE | — | — | — | Erstveröffentlichung: 4. Oktober 1999                    |
| 2003 | Mark ’Oh                          | DE10 (7 Wo.)DE | AT25 (4 Wo.)AT | — | — | Erstveröffentlichung: 6. Januar 2003                     |
| 2003 | Together Forever                  | DE25 (6 Wo.)DE | AT28 (5 Wo.)AT | — | — | Erstveröffentlichung: 25. Mai 2003 als Mandy & Randy     |
| 2004 | More Than Words                   | DE44 (1 Wo.)DE | — | — | — | Erstveröffentlichung: 15. Februar 2004                   |
| 2004 | Love for Eternity                 | — | — | — | — | Erstveröffentlichung: 1. März 2004                       |
| 2009 | The Past, The Present, The Future | — | — | — | — | Erstveröffentlichung: 20. November 2009                  |

## Auszeichnungen
- Bravo Otto
  - 1994: Silber-Otto für „Rap & Techno“[3]
  - 1995: Bronze-Otto für „Bester Sänger“[4]

- Echo Pop
  - 1996: für „Künstler National“